# 칼림노스섬

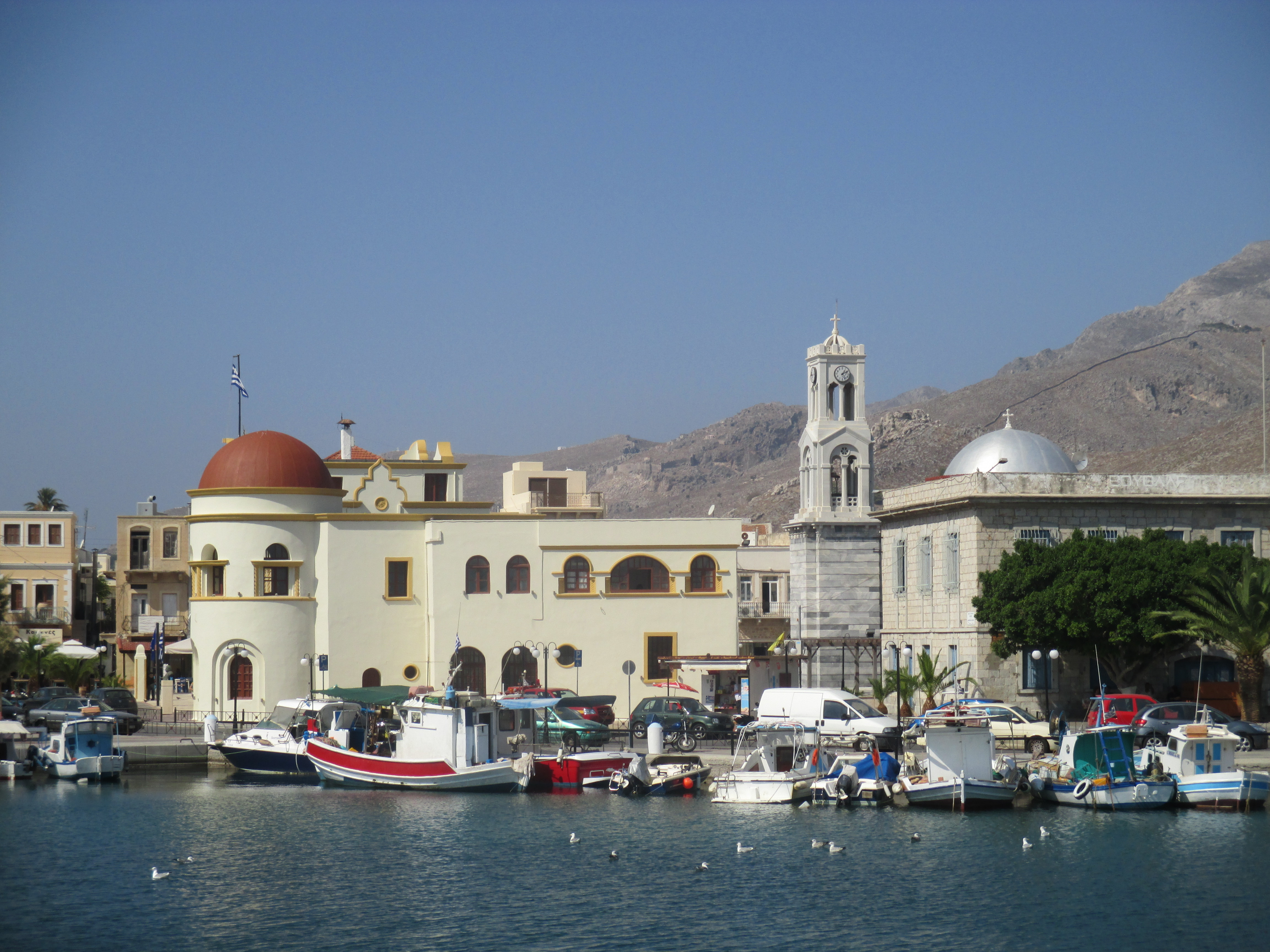

칼림노스섬(Kalymnos)은 에게해 남동부에 위치한 그리스의 섬이다. 코스섬과 레로스섬 사이 도데카니사 제도에 속한다.
2011년 기준으로 이 섬의 인구 수는 16,001명으로, 코스섬과 레로스섬에 이어 도카니사 제도에서 3번째로 인구가 많은 섬이다.
칼림노스섬은 대중적인 암벽등반과 볼더링 지역으로, 3000곳이 넘는 등반길이 있다.